# Uru-Eu-Wau-Wau
Gli Uru-Eu-Wau-Wau sono un gruppo di popoli indigeni del Brasile con una popolazione stimata in 115 individui nel 2010 (Funasa). Fanno parte del macro-gruppo storico dei Kagwahiva.

## Lingua
Parlano la lingua uru-eu-wau-wau (codice ISO 639-3 urz) che appartiene alle lingue tupi-guaraní, con varianti dialettali da sottogruppo a sottogruppo. Il nome "Uru-eu-wau-wau" fu loro affibbiato dagli indios Oro-Uari.

## Insediamenti
Vivono in un territorio indigeno, ufficialmente riconosciuto nel 1991, situato all'interno del Parco Nazionale di Pacaás Novos (creato nel 1979), nello stato brasiliano della Rondônia.

## Sottogruppi
I gruppi considerati facenti parte del gruppo degli Uru-Eu-Wau-Wau sono:
- Amondawa
- Jupaú
- Jurureí
- Parakuara (Parakua)
- Uru Pa

I Jupaú, gli Amondawa e gli Uru Pa sono stanziati in sei villaggi ai confini del territorio indigeno, mentre i Parakuara e i Jurureís vivono isolati all'interno. Vi sono altri due gruppi isolati all'interno del territorio, sconosciuti e senza denominazione: uno sul fiume Cautário, l'altro nella parte centrale sul fiume Água Branca.